# Bohemia (Nowy Jork)
Bohemia – jednostka osadnicza w Stanach Zjednoczonych, w stanie Nowy Jork, w hrabstwie Suffolk.